# Damier Pitts
Damier Erik Pitts (Charlotte, 3 dicembre 1989) è un cestista statunitense, professionista in Europa.